# Rack unit

Jednotka racku

Typická sekce rackové kolejnice, ukazující distribuci rackových jednotek.

Rack Unit (zkratka U nebo méně častěji RU) je jednotka míry používaná v informačních technologiích k popisu výšky zařízení určeného pro upevnění v racku šíře 19 nebo 23 palců. Jedna racková jednotka je 1,75 palce (44.45 mm) a označuje se zkratkou „U“ (např. „1U“, „2U“, …). Udává výšku zařízení umisťovaného do racku nebo celkovou výšku racku.

## Poloviční U
Poloviční racková jednotka (anglicky half-rack) obvykle popisuje celek, který zapadá do určitého počtu rackových jednotek, ale obsadí pouze polovinu šířky 19 palcového racku (tj. 9,5 palce, resp. 241 mm). Poloviční šířka se používá v případě, že zařízení nevyžaduje plnou šířku racku, ale může vyžadovat více, než 1U výšky. Například DVCAM deska s rozměrem „4U half-rack“ obsadí 4U (7 palců) výšky a 9,5 palce šířky. Teoreticky mohou být vedle sebe upevněny dvě 4U half-rack desky.

## Tolerance
Aby bylo možné do racku umisťovat více komponent a nebyly z důvodu drobných nepřesností potíže s jejich sesazením, jsou výška komponent menší o 0,031 palce (1⁄32 palce, tj. 0,79 mm), než plná výška rackové jednotky. To znamená, že přední panel 1U je 1,719 palce (43,66 mm) vysoký. Pokud je n počet rackových jednotek, je vzorec pro výšku panelu:
```
h = (1.750 × n - 0,031) palců = (44.45 × n - 0,79) mm.
```

## Zajímavosti
Shodou okolností je racková jednotka shodná se zastaralou ruskou jednotkou délky veršok (rusky Вершо́к).